# ル・コトー
ル・コトー （Le Coteau）は、フランス、オーヴェルニュ＝ローヌ＝アルプ地域圏、ロワール県のコミューン。

## 地理
ル・コトーは、サンテティエンヌ、リヨン、クレルモン＝フェランから約1時間の距離に位置している。
ル・コトーはロワール川と境界を接している。ロワール川の他に、ル・コトーにはラン川の右岸河川が流れている。

## 歴史
1833年3月15日、アンドレジュー-ロアンヌ間で、国内で3度目となる鉄道の試運転が行われた。車両はロワール川右岸のヴァレンヌに到着したが、そこはル・コトーだと言われている。
1845年7月9日、国王ルイ・フィリップのデクレにより、ル・コトーはコミューンとなった。

## 人口統計
| 1962年 | 1968年 | 1975年 | 1982年 | 1990年 | 1999年 | 2006年 | 2014年 |
| ------ | ------ | ------ | ------ | ------ | ------ | ------ | ------ |
| 6571   | 7613   | 8488   | 8359   | 7469   | 7375   | 7065   | 6797   |

参照元:1962年から1999年までは複数コミューンに住所登録をする者の重複分を除いたもの。それ以降は当該コミューンの人口統計によるもの。1999年までEHESS/Cassini、2006年以降INSEE。

## 出身者
- ジャン＝ピエール・ジュネ[4]
- イヴ・ニコラン（fr:Yves Nicolin）[5] - ロワール県5区選出の国民議会議員。ロアンヌ市長

## 姉妹都市
- ズウェーフェヘム、ベルギー
- ロルシュ、ドイツ
- エスパリオン、フランス
- マルチャマロ、スペイン